# نظرية استراتيجية التكيف العامة

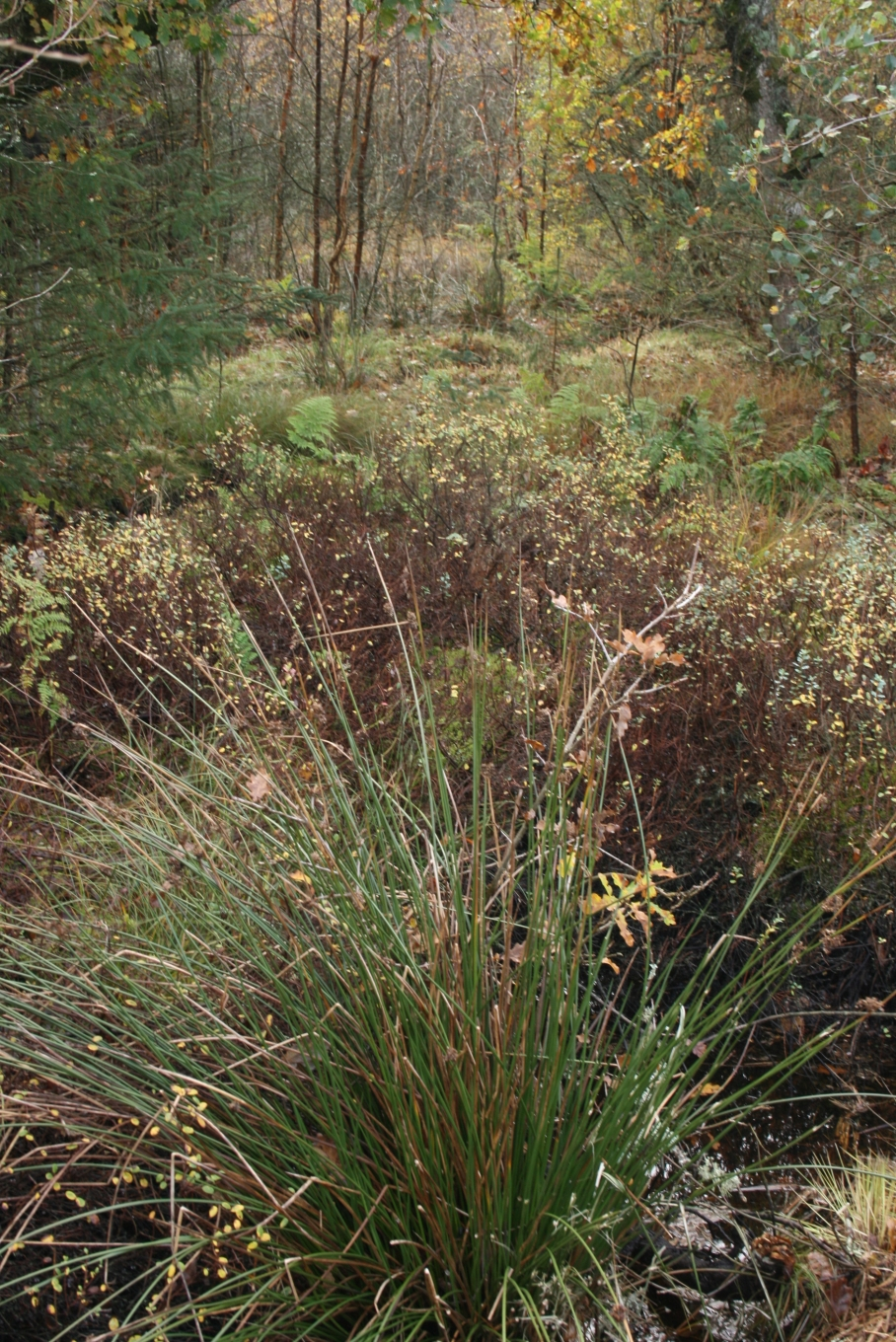
نباتات تتبع استراتيجية التكيف: في المقدمة، يوجد الأسَل المفترس, ومن بعده العنبية, والسراخس والبتلات. وتعيش في مستنقع بمزرعة تفيرستد في الدنمارك.

نظرية استراتيجية التكيف العامة (UAST) هي إحدى نظريات النشوء والتطور قام بتطويرها جيه فيليب جريم (من جامعة شيفيلد بالمملكة المتحدة) بالتعاون مع سيمون بيرس (من جامعة ميلانو بإيطاليا)؛ حيث تصف الحدود العامة للبيئة والنشوء والارتقاء تبعًا للمفاضلة التي تواجهها الكائنات عندما يتم تخصيص الموارد التي تستفيد منها الكائنات ما بين النمو أو الحفاظ عليها أو التجدد - وتعرف النظرية باسم المفاضلة الثلاثية العامة.

## نظرية عامة
تُعَرف نظرية المفاضلة الثلاثية العامة كما يلي:
“هي مفاضلة ثلاثية عامة تعمل على تقييد استراتيجيات التكيف على مدار شجرة الحياة، باستخدام استراتيجيات قاسية تسهل بقاء الجينات على قيد الحياة من خلال: (التنافس (C))؛ أي بقاء الأفراد على قيد الحياة باستخدام الصفات التي تزيد من الحصول على الموارد والتحكم بها باستمرار في بيئات تكون ذات إنتاجية ثابتة, أو (تحمل الضغط (S))؛ أي بقاء الأفراد على قيد الحياة عن طريق المحافظة على نفس أداء التمثيل الغذائي في بيئات متغيرة وليس بها إنتاجية , أو (التآلف (R))؛ أي الانتشار السريع للجينات من خلال الاكتمال السريع لدورة الحياة والتجدد في البيئات التي كثيرًا ما تكون قاتلة للأفراد.”
وفقًا لنظرية استراتيجية التكيف العامة، وعلى الرغم من استحالة أن يطور الكائن الحي استراتيجية للبقاء يتم فيها تخصيص جميع الموارد حصريًا لمسار استفادة واحد من هذه المسارات؛ حيث توجد استراتيجيات استفادة متطرفة نسبيًا وتعرف باسم الانتقاء عبر التنافس (C), أو الانتقاء عبر تحمل الضغط (S), والانتقاء عبر التآلف/التكيف مع الاختلال (R) كما توجد بعض الاستراتيجيات الأخرى التي تتوسط هذه الاستراتيجيات. وتتضمن هذه النظرية استخدام الإحصاءات متعددة المتغيرات لتحديد الاتجاهات الرئيسية في التغير الظاهري بين مجموعة من الكائنات التي تنتمي لمجموعة مختلفة من الحيوانات الرئيسية (وأبرزها الثدييات والطيور والأسماك) حيث اتضح أنها تمتلك ثلاث نقاط نهاية رئيسية تتسق مع نظرية استراتيجية التكيف العامة.
تعد نظرية استراتيجية التكيف العامة جزءًا رئيسيًا من نموذج الترشيح المزدوج يصف كيف أن الفصائل التي لديها استراتيجيات عامة متشابهة لكن لديها صفات صغيرة متباينة وتتعايش في المجتمعات البيئية.

## نظرية مثلث التنافس والتحمل والتآلف (C-S-R)
إن نظرية مثلث التنافس والتحمل والتآلف هي تطبيق لنظرية استراتيجية التكيف العامة على الأحياء النباتية. The three strategies are competitor (C), stress tolerator (S), and ruderal (R). وتزدهر كل هذه الاستراتيجيات عند وجود مجموعة فريدة إما عالية أو منخفضة الكثافة في الضغط والاضطراب.

### التنافس
النباتات المتنافسة هي فصائل نباتية تعيش في المناطق ذات الضغط والتشويش المنخفض وتتفوق في التنافس البيولوجي. وهذه الفصائل لديها القدرة على منافسة النباتات الأخرى من خلال استغلال غالبية الموارد المتاحة بكفاءة. وتقوم النباتات المنافسة بذلك من خلال امتلاكها لمجموعة من الخصائص الإيجابية بما في ذلك معدل النمو السريع والإنتاجية العالية (النمو في الطول وانتشار الأطراف وكتلة الجذور) وقدرتها العالية على المرونة الظاهرية. وهذه السمة الأخيرة تسمح للنباتات المنافسة أن تكون على درجة عالية من المرونة في التشكل وضبط موضع الموارد عبر الأجزاء المختلفة من النبات وفق حاجته على مدار موسم النمو.

### تحمل الضغط
النباتات التي تتحمل الضغط هي فصائل من النباتات تعيش في مناطق بها كثافة ضغط عالية والقليل من التشويش. وتتسم النباتات التي تكيفت على هذه الاستراتيجية بشكل عام بانخفاض معدلات نموها وأوراقها تعيش طويلًا ومعدلات عالية من الاحتفاظ بالمواد الغذائية وانخفاض المرونة الظاهرية. وتستجيب النباتات التي تتحمل الضغط للضغوط البيئية من خلال التغير الفسيولوجي، وهذه الفصائل غالبًا ما توجد في البيئات التي بها ضغط مثل جبال الألب أو الأماكن القاحلة أو الظل العميق والتربة التي بها نقص في المواد الغذائية أو شديدة الحامضية.

### التآلف
إن المتآلفة مع النفايات هي فصائل من النباتات تنمو في الأماكن التي بها كثافة تشويش عالية وضغط منخفض. وهذه الفصائل تنمو بسرعة وتكمل دورة حياتها سريعًا وبشكل عام تنتج كميات كبيرة من البذور، وغالبًا ما توجد النباتات التي تكيفت وفق هذه الاستراتيجية في مستعمرات بالمناطق غير المأهولة وفي الغالب تكون من نباتات حولية الحوليات.

## كتابات أخرى
- Grime JP. (1977). Evidence for the existence of three primary strategies in plants and its relevance to ecological and evolutionary theory. The American Naturalist 111:1169–1194.